# Мистерия апостола Павла
«Мистерия апостола Павла» — одноактная опера в десяти сценах русского композитора-авангардиста Николая Каретникова о миссионерской деятельности и гибели апостола Павла в Риме в годы правления императора Нерона, созданная в период с 1970 по 1987 год на либретто, написанное композитором совместно с драматургом Семёном Лунгиным под патронажем отца Александра Меня.

## История создания и постановок
«Мистерия апостола Павла» стала второй и последней работой Николая Каретникова в оперном жанре (первая его опера «Тиль Уленшпигель» была закончена в 1985 году). Либретто, написанное самим композитором совместно с драматургом и киносценаристом Семёном Лунгиным под духовным руководством протоиерея Русской православной церкви Александра Меня помимо оригинальных текстов включает в себя фрагменты из посланий апостола Павла, Псалтыри и Книги пророка Софонии. Композитор работал над оперой с 1970 по 1987 год. Идея создания оперы на сюжет из раннего христианства была предложена композитору отцом Александром Менем. Ему Каретников и посвятил свою «Мистерию». По признанию самого композитора, он, понимая что его опера на религиозный сюжет противоречит господствовавшей в Советском Союзе атеистической идеологии, писал эту оперу «…для Господа и для себя», не надеясь на то что она будет поставлена. И действительно, при жизни композитора его опера не была исполнена.
Первое концертное исполнение «Мистерии апостола Павла» состоялось почти через год после смерти композитора 5 августа 1995 года. Солисты, хор и оркестр Мариинского театра под управлением Валерия Гергиева исполнили оперу в Рыночной церкви в Ганновере. Концерт прошёл в рамках фестиваля «Sacro Art». Около года спустя, 22 июня 1996 года в Большом зале Санкт-Петербургской филармонии состоялась российская премьера оперы. Главные партии исполнили Геннадий Беззубенков, Грайр Ханеданьян и Николай Путилин. Оркестром Мариинского театра вновь дирижировал Валерий Гергиев.
Первая сценическая постановка «Мистерии апостола Павла» также была осуществлена труппой Мариинского театра. Премьера спектакля в постановке режиссёра Алексея Степанюка прошла 14 апреля 2010 года в концертном зале Мариинского театра. Главные партии исполнили Андрей Попов, Павел Шмулевич и Александр Мороз. Оркестром и хором Мариинского театра дирижировал Павел Петренко. В настоящее время спектакль входит в репертуар Мариинского театра.

## Действующие лица
| Персонажи     | Голоса  | Исполнители мировой премьеры в концертном исполнении 22 июня 1996 | Исполнители мировой премьеры — сценическая постановка 14 апреля 2010 | Исполнители первого исполнения в России |
| ------------- | ------- | ----------------------------------------------------------------- | -------------------------------------------------------------------- | --------------------------------------- |
| Апостол Павел | бас     | Геннадий Беззубенков                                              | Павел Шмулевич                                                       | Геннадий Беззубенков                    |
| Нерон         | тенор   | Грайр Ханеданьян                                                  | Андрей Попов                                                         | Грайр Ханеданьян                        |
| Тигеллин      | баритон | Николай Путилин                                                   | Владимир Мороз                                                       | Владимир Самсонов                       |

## Синопсис
Императорский Рим в последний период жизни апостола Павла.
Нерон празднует фальшивый триумф, после которого следует оргия. Нерон паясничает, по его приказу окружающие занимаются любовью. Министр внутренних дел Тигеллин сообщает императору, что существуют люди, которые не придерживаются общепринятых в Риме норм — христиане. Нерон хочет видеть одного из них. К нему приводят апостола Павла. Происходит первое столкновение императора с новой верой. Нерон ввергает Павла в тюрьму. Мы слышим большой монолог апостола о христианской любви (2-е послание к Коринфянам). Начинается великий римский пожар. В чудовищном пламени гибнут люди и животные. В самый разгар пожара Нерон на балконе своего дворца поет стихи из «Энеиды» Вергилия, описывающие пожар Трои. Бедствие кончается. Тигеллин сообщает, что народ считает виновником пожара именно его, Нерона. Нерон решает переложить вину на христиан. Следует сцена их сожжения; погибая, они поют «Верую». Нерон вершит суд над ап. Павлом, Тигеллин произносит обвинительную речь, Нерон юродствует. Павла осуждают на смерть. По всей империи начинается мятеж против Нерона. Его свергают. Чтобы не подвергнуться мучительной казни, он решает кончить жизнь самоубийством — Нерон вновь кривляется: «Какой великий артист погибает!». Его добивает раб. В тихом звуке музыки возникает имя апостола. Оно растет, возвышается, переходит в финал-апофеоз ап. Павла.